# Mal-logement
 (novembre 2022).
 (décembre 2022).
Le mal-logement, néologisme adopté par la Fondation Abbé-Pierre pour le logement des défavorisés, est employé pour désigner un phénomène social massif, qui prend des formes diverses. Deux critères restent privilégiés afin de le qualifier :
- Les caractéristiques techniques du logement. Elles englobent des habitats insalubres, précaires, de fortune et/ou exposant ses habitants au froid ou à la précarité énergétique.
- Le statut juridique de ses habitants par rapport au logement. Une personne "mal logée"[2] est une personne qui ne maîtrise pas elle-même la durée de son hébergement[3]. Cela recoupe le cas de personnes sans domicile (qui ne sont pas toutes sans abris), ou encore des personnes accueillies chez des proches ou tiers[4]. Mais cela désigne aussi des conditions de vie difficiles voire précaires de personnes vivant encore dans leur logement (privation de confort, surpeuplement, logements insalubres, caravanes).

Ce phénomène touche des personnes de tout âge. Selon le 23e rapport sur l'état du mal logement en France par la Fondation Abbé-Pierre pour le logement des défavorisés, près de 4 millions de personnes sont « mal logées », et 12,1 millions de personnes sont aujourd'hui touchées, de près ou de loin par la crise du logement.
Selon cette fondation, le nombre de sans-abris a augmenté de 50 % depuis 2011 pour atteindre le chiffre de 141 500 personnes, dont 30 000 enfants début 2012.

## Historique de la notion
La notion de mal-logé est apparentée (en 1987) à “l’image des bidonvilles en périphéries des agglomérations ou des taudis au cœur des villes”. La crise du logement a été (partiellement) résolue mais pas éradiquée. L’exemple de l’hiver 1985 l’a prouvé : ouverture des métros et lieux publics pour héberger les populations les plus démunies. Ceci fait référence à l'événement de l’hiver 1954 avec l’Appel de l’Abbé Pierre. Cet appel a provoqué une mobilisation importante pour les démunis de cet hiver qui a mené à la construction de cités d’urgences et de lois interdisant l’expulsion de locataires en hiver (trêve hivernale et expulsion).
Le mal-logement est un phénomène massif durant les années 1950 mais qui reste plutôt minoritaire dans les années 1980 (environ 10 % de mal logés), dans une société avec une croissance du niveau de vie. C’est pourquoi la notion de mal-logés évolue avec le temps selon le développement économique et social du pays pour prendre en compte les nouvelles exigences en matière d’habitat. Il n’existe pas de définition absolue puisque la notion est relative à l’état de développement global d’une société, fondée sur des critères discutables.
La notion de mal-logement émerge et est modifiée au cours de la deuxième partie du XXe siècle. En 1982 le droit à l’habitat est considéré comme un droit fondamental (loi du 22 juin 1982) et hérite d’un aboutissement du processus.

### La chasse aux SDF
Dans une approche judiciaire, au XIXe siècle, un SDF est considéré comme un vagabond : il erre et est insaisissable. Cette image fantasmée des vagabonds se généralise à l’ensemble des SDF. En 1810 le code napoléonien définit le délit de vagabondage et une chasse aux vagabonds atteint son paroxysme en 1890 puis s'arrête au XXe siècle.
Durant la Révolution française, la propriété du logement fonde le droit de cité et de citoyenneté. Condorcet considère les “propriétaires comme les seuls véritables citoyens”. Par la suite, l’ingérence de l’État en matière de logements continue (1849) : “Il n’est ni dans le devoir, ni dans le pouvoir de l’État de procurer à chacun des membres de la société la satisfaction complète de ses besoins naturels” (loi de salubrité publique). Il y a un retournement de situation en 1920 par la première action de financement d’un programme de logement.

### Le logement: un problème d’hygiène publique
Pendant la Révolution de 1848, l'État intervient au niveau législatif, puisqu'il est inquiété par la santé publique dans les grandes villes. La loi du 13 avril 1850 définit le mauvais logement comme “qui se trouve dans des conditions de nature à porter atteinte à la vie ou à la santé de leurs habitants” (loi relative à l’assainissement des logements insalubres). Cette loi se base sur des critères de santé, par la création d’une commission chargée de visiter des lieux signalés pour proposer des mesures d’assainissement. Il s'est produit une émulation autour de ce problème de logement et hygiène publique pendant cette deuxième partie du XIXe siècle. Avec notamment la multiplication d’ouvrages, de débats, de mesures de la Commune de 1871, loi de construction de HBM (1894). Mais ces actions ont eu peu d’effets sur la situation des mal-logés
Au XXe siècle les travaux de Pasteur sur les maladies infectieuses et leur propagation conduit à la promulgation de la loi du 15 février 1902. Cette loi fournit les bases législatives de la lutte contre le logement insalubre (1re charte de la santé publique en France). La loi prend acte en reprenant la définition de logement insalubre de 1850 (l’aspect sanitaire) pour la prévention de transmission de maladie (loi 5 avril 1884). Des mesures sanitaires aux immeubles se créent : obligation de permis de construire et assainissement des immeubles.
Durant la deuxième partie du XXe siècle, l’aspect des conditions d’occupation du logement est défini par plusieurs lois, actuellement en vigueur pour définir l’insalubrité :
- La loi du 14 décembre 1964 dite loi Debré[8] facilitant la destruction des locaux insalubres et irrécupérables connus sous le nom de “bidonvilles”.
- La loi du 10 juillet 1970 - loi Vivien[9] permet de faciliter la suppression de l’habitat insalubre et les marchands de sommeil sont passibles d’amende et d’emprisonnement. Cette loi s’accompagne de travaux qualifiant deux types d’habitat insalubre : remédiables (interdiction temporaire) et irrémédiables (interdiction définitive d’y habiter pour sa démolition).

Depuis la fin de la Seconde Guerre mondiale, la production de normes juridiques et réglementaire est abondante, avec une production des normes construites dans une approche hygiéniste. La norme est établie selon le niveau de développement économique et son système de répartition des ressources. Néanmoins malgré toutes ces normes définies pour qualifier l'insalubrité sur le territoire français elles n'ont pas pour autant endigué la crise du logement.

## Les critères officiels du mal-logement
Ces critères sont flous, et souvent définis de manière différente d'une source à l'autre. À la suite de la mise en place de la Loi SRU le 13 décembre 2000, la mise en place d'une notion de logement décent est établie, afin de lui donner un rôle de norme minimale d'habitabilité dans le parc locatif. Par exemple, la loi exige dans son article 3 « un réseau électrique permettant l'éclairage suffisant de toutes les pièces et des accès, ainsi que le fonctionnement des appareils ménagers courants indispensables à la vie quotidienne ». Le travail de précision des critères est ensuite repris dans une enquête réalisée par l'INSEE sur les conditions de vie (SRCV) définissant précisément les critères relatifs au mal-logement. Si trois de ces critères sont remplis, un indicateur de "difficultés de logement" est établi. Afin de rentrer dans cette catégorie, 3 des 9 critères mis en place doivent être remplis.
Les 9 critères retenus dans l'étude SRCV de l'Insee sont les suivants :
- Difficultés à chauffer le logement : le logement trop difficile ou trop coûteux à chauffer correctement.
- Logement trop bruyant : Présence d'un environnement extérieur sonore (trafic routier, industries) ou bruits de voisinage (ou bruits en provenance des logements voisins).
- Logement trop humide : Présence d’un toit percé, d’humidité, de moisissures sur les montants des fenêtres ou sur les sols.
- Logement de petite taille : logement trop petit ou n’ayant pas assez de pièces (moins de 9 m2).
- Logement trop petit par rapport au nombre de personnes dans le ménage (surpeuplement) : « c’est le degré d’occupation du logement en comparaison entre le nombre de pièces qu’il comporte avec un nombre de pièces considérées comme nécessaires au ménage ». Ce critère prend en compte la taille du ménage, l’âge et la situation familiale de ses membres.
- Absence de système de chauffage : Système de chauffage central ou électrique
- Absence de salle de bain : Présence ou non d’une baignoire ou d’une douche. Une notification est présente « la disposition suppose que le ménage a libre accès à l’équipement ».
- Absence de toilettes : WC intérieur avec une chasse d’eau
- Absence d’eau chaude courante

Ce sont surtout des critères qualitatifs qui ne prennent pas en compte l’aspect quantitatif de la hausse des prix du logement. Cependant, ils permettent d'étudier de manière plus précise les composantes du mal-logement, ainsi que d'analyser statistiquement ce phénomène.

## La répartition spatiale du mal-logement

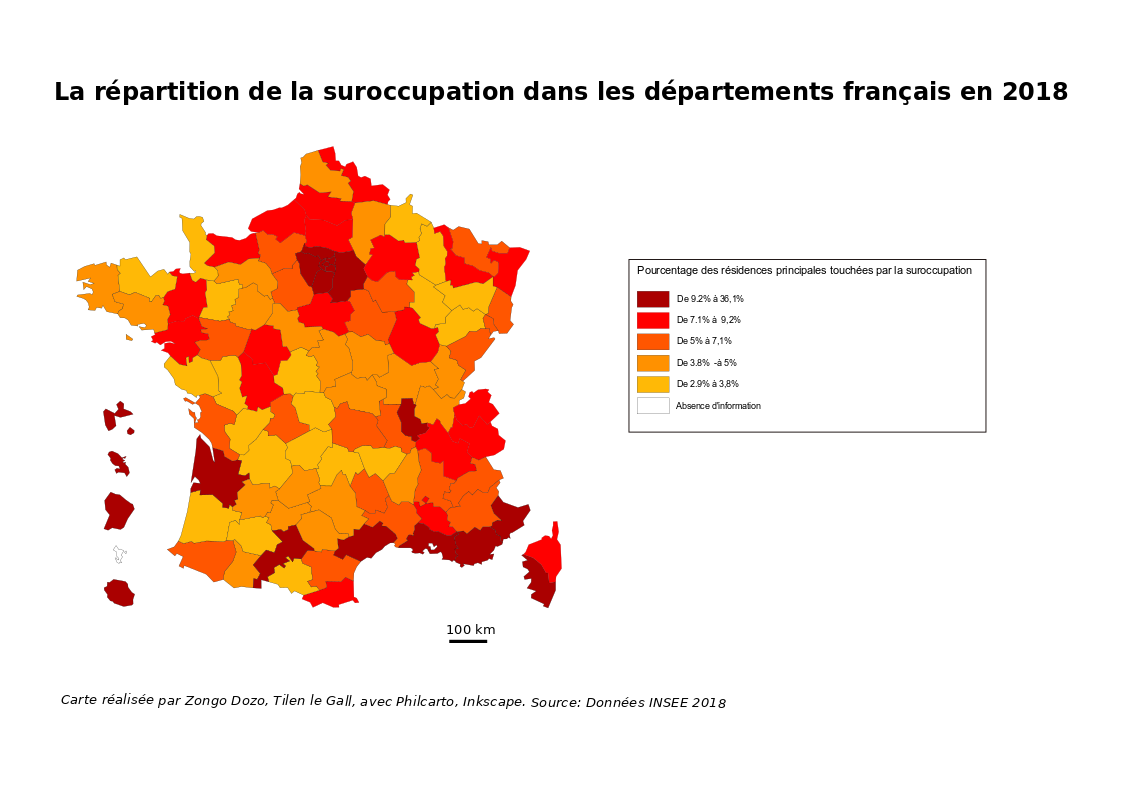
Cette carte illustre le fait que ce sont les départements possédant des grandes villes (de plus de 200000 habitants) ainsi que les départements d'outre-mer qui sont les plus touchés par le phénomène de suroccupation, qui est l'un des critères afin de qualifier le mal-logement.

Le mal-logement peut être cartographié à l'aide de deux moyens dans l'espace urbain : d'une part, à travers des données statistiques portant sur des difficultés de logement impliquant une déficience de l’immeuble habité. D'autre part, à travers des données générées par l’application concrète d'instruments juridiques tels que les d’arrêtés d’insalubrité impliquant une rénovation ou une destruction de l'immeuble.
Afin de mettre en lumière cette répartition, différents moyens sont présentés ici. Notamment par ce graphique ci-dessous qui a été établi grâce aux données de l'INSEE sur la pauvreté en conditions de vie de 2004 à 2016 réalisée dans le cadre de l'enquête SRCV. Ce sont ici les difficultés de logement qui sont illustrées, car elles permettent de comparer la situation sur l'ensemble de la France. À ce graphique s'ajoute cette carte ci-contre. Elle met en avant, à travers l'analyse de la sur-occupation qui est l'un des critères du mal-logement, les départements où le mal-logement est plus important qu'ailleurs. Les zones les plus touchées sont développées dans les paragraphes suivants. Il est important de compléter cette carte par un point chiffré sur les logements indignes en France, En France, il existe 490 000 logements indignes sur un total de 36 millions d’habitats : 420 000 en métropole (600 000 il y a plus de dix ans) et 70 000 en outre-mer. 50 % de ces logements relèvent de propriétaires occupants et 50 % de bailleurs dont certains sont des marchands de sommeil.
Finalement, le mal-logement, bien qu'il soit caractérisé par un aspect caché, peut être rendu visible à l'aide de ces cartes. Il est nécessaire d'ajouter que ces cartes ne sont pas exhaustives, car il existe certains immeubles insalubres qui ne sont pas encore recensés, bien que leur nombre baisse.

### Les grandes villes concentrent les difficultés de logement
Les grandes villes sont particulièrement touchées par le mal-logement pour plusieurs raisons. Tout d’abord, la densité de logements ne permet pas toujours d’avoir une information exhaustive sur tous les immeubles, il manque souvent de visibilité sur l'état réel des logements. Ensuite, les politiques nationales relatives au mal-logement ne sont pas toujours appliquées rigoureusement dans les grandes villes. En effet, les régions les plus touchées par le mal-logement sont aussi celles qui appliquent le moins les politiques de logement, comme l'Île-de-France ou encore la région Provence-Alpes-Côte d’Azur qui sont aussi les régions les plus peuplées de France.

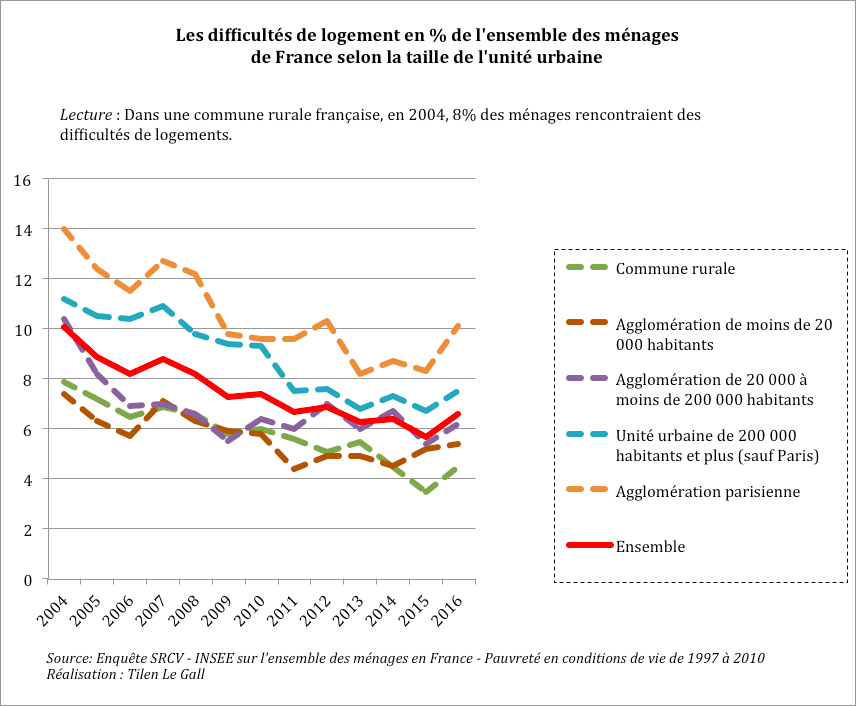
Les difficultés de logements en France selon la taille de l'unité urbaine

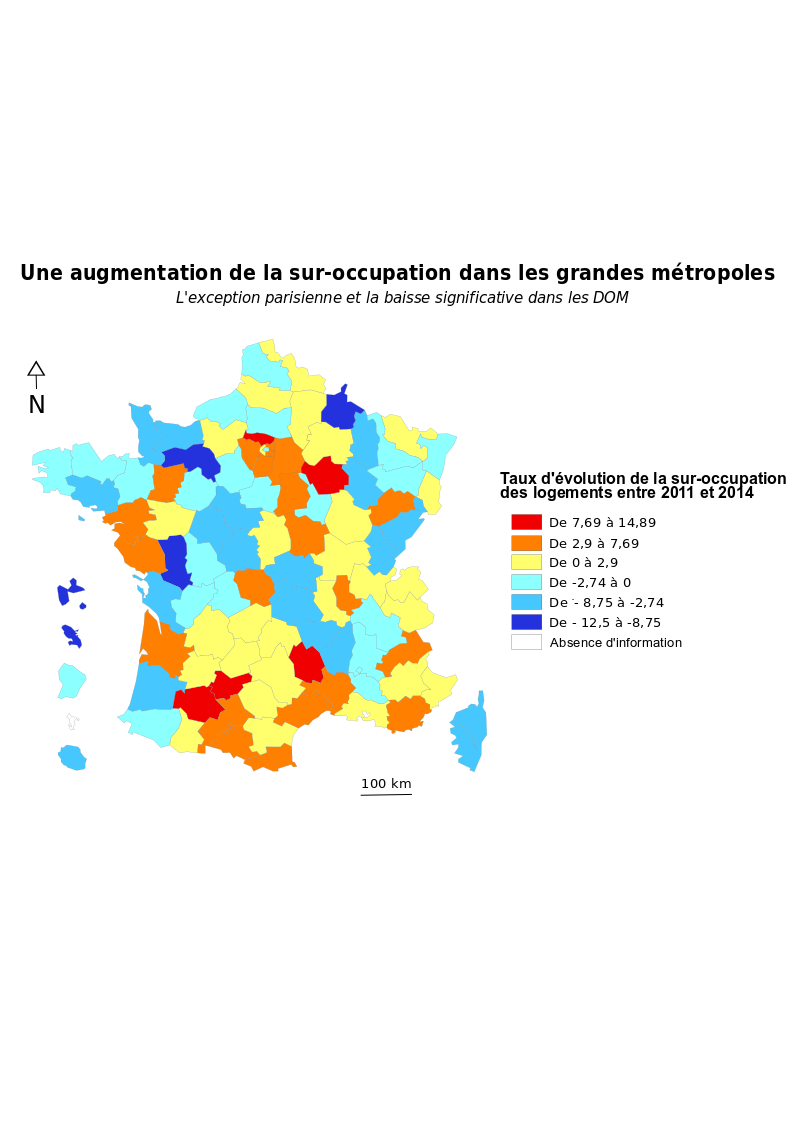
Les départements les plus touchés par le mal-logement voient une réduction de ce dernier (DOM - Paris) alors que la majorité des grandes villes voit une augmentation de ce taux : le territoire français est fragmenté en matière de politique de gestion de la suroccupation.

Dans les grandes villes (excepté Paris) où les prix sont relativement élevés, les ménages subissent un effort financier excessif pour se loger. Ces ménages sont proportionnellement plus nombreux (27 % de ménages concernés, du fait notamment de la précarité de leurs ressources) qu’à Paris (5 %), selon le rapport de 2018 de la Fondation Abbé-Pierre pour le logement des défavorisés. Ces chiffres montrent que dans un contexte d’offre insuffisante, les marchés fonctionnent comme une “centrifugeuse” sélectionnant les ménages les plus solvables et rejettent les autres vers des territoires plus éloignés du centre ou les forcent à accepter des conditions de logement dégradées. En 2010, 8 % des ménages des agglomérations de plus de 200 000 habitants possèdent des difficultés de logements selon les critères de l’Abbé Pierre contre 4,5 % de la population en commune rurale selon le graphique ci contre. Au sein même de ces grandes villes, il existe une forte inégalité entre les territoires. Notamment dans le cadre de zones urbaines sensibles, devenues des territoires de relégation pour les ménages modestes, voire pauvres. L'évolution d'un critère tel que la sur-occupation permet de comprendre que des politiques importantes sont menées à Paris, permettant une diminution de ce critère. Cependant, les politiques menées semblent insuffisantes dans les autres métropoles, tels que celle de Bordeaux ou de Lyon où la sur-occupation continue à augmenter de manière régulière.
Le cas de la métropole de Marseille est intéressant à mettre en avant afin d'illustrer les difficultés rencontrées dans les grandes villes. L'Effondrement des immeubles rue d'Aubagne à Marseille permet d’illustrer les dangers d'un traitement insuffisant de l'enjeu du mal logement. Marseille se trouve dans la région PACA. Cette dernière est marquée par un retour du surpeuplement, et elle possède des offres de logements sociaux restreintes alors que la demande est exponentielle. Le logement est donc un enjeu majeur, mais il s’avère que les lois favorisant une meilleure gestion du mal-logement sont mal appliquées dans cette région. C’est le cas de la loi SRU de 2000, qui impose un seuil minimal de logements sociaux pour les personnes les plus démunies et les classes moyennes. Certains objectifs ont été fixés, dont un en 2014 : atteindre un taux d’au moins 20 % de logements sociaux pour les communes touchées par cette loi. Cependant, au 1er janvier 2014, sur 183 communes, 166 ne respectaient pas les obligations légales de cette loi, dont la ville de Marseille. À cette loi SRU, s’ajoute la loi DALO de 2008 sur le droit au logement opposable. Cette loi permet aux familles touchées par le mal-logement, de faire un recours auprès des commissions de médiation du département dans lequel elles vivent, pour faire une demande de relogement urgente. C’est un moyen de rendre effectif le droit au logement. Mais de nouveau, cette loi est partiellement appliquée, et l’attribution de logements sociaux reste très difficile à obtenir.
L’insalubrité est un problème récurrent de la ville de Marseille, qui a déjà été soulevé plusieurs fois, notamment en 2015 à la suite du rapport de l’inspecteur général Christian Nicol qui dénonce un état critique de l’insalubrité et du mal-logement à Marseille[réf. nécessaire]. Il explique que le parc privé potentiellement indigne (PPP) de la ville est un risque pour environ 100 000 personnes, soit environ 13 % des résidences. Cependant, malgré cette dénonciation, peu d’arrêtés d’insalubrité ont été pris car ils sont juridiquement difficiles à obtenir et entraînent un risque de contentieux avec les propriétaires initiaux des logements. La lenteur de ces procédures est propre à toutes les grandes villes. Ces arrêtés sont pris par deux acteurs : soit par le maire sous la forme d’arrêtés de police spéciale, pour péril ordinaire ou imminent, ou par le préfet pour insalubrité. Malgré l’existence d’aides de l’État, comme le « pôle national de lutte contre l’habitat indigne » pour aider les acteurs à prendre ces arrêtés, peu de communes sont au courant de ces aides. Les événements de novembre 2018 ont replacé l’enjeu de l’insalubrité au centre des priorités de la ville.

### La particularité de la ville de Paris en matière de mal-logement
Selon le 23e rapport sur l’État du mal logement de la Fondation Abbé Pierre pour le logement des défavorisés, le mal-logement n’est pas vécu de la même manière à Paris qu’ailleurs. De manière générale, les personnes « supportent » le surpeuplement pour pouvoir rester dans la capitale, car ils effectuent un arbitrage entre la localisation et le confort.
Paris a des problèmes de salubrité anciens, particulièrement depuis le milieu de XIXe siècle car sa population a doublé en l’espace de 20 ans, passant de 1 à 2 millions d’habitants entre 1840 et 1860. Georges Eugène Haussmann, par la création des percées dans le centre dense de la ville de Paris, cherche à améliorer l’hygiène de la ville tout en reclassant l’insalubrité vers les anciens faubourgs de Paris. Cela est encore visible aujourd’hui, dans les arrêtés d’insalubrité de 2010 : ce sont dans ces anciens faubourgs qui n'ont pas tous été rénovés, que sont situés les logements insalubres. Cela est visible sur la carte ci contre. Une réelle ségrégation des faubourgs est construite à partir de la fin du XIXe siècle.

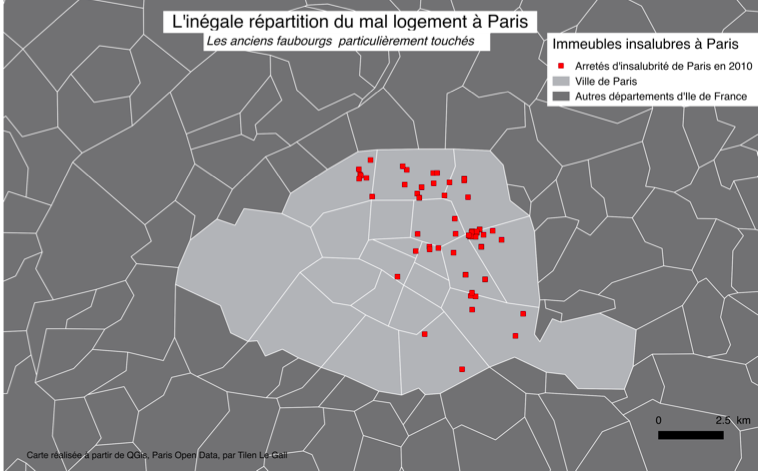
Les arrêtés d'insalubrité à Paris en 2010

Plusieurs mesures ont été prises afin de réduire l’insalubrité des immeubles parisiens. Notamment par la mise en place d’un Casier Sanitaire des maisons de Paris, qui a permis d’identifier 17 îlots insalubres à Paris en 1906. Paul Juillerat a participé à l’élaboration de ce casier. Le but étant de détruire ces îlots pour reconstruire un habitat sain. Ensuite, une enquête économico-immobilière est réalisée à la fin des années 1950 afin de déterminer des espaces à détruire afin de constituer des grands ensembles. Cependant, cette vision de destruction – reconstruction est par la suite remise en question, notamment par l’architecte italien Aldo Rossi dans l’Architecture de la ville, en 1966. Finalement, c’est avec la Siemp que le travail de relogement et d’élimination des logements insalubres est repris, avec la signature d’une convention publique d’aménagement le 20 mai 2002 : 434 immeubles des 1030 reconnus comme insalubres par l’enquête de l’Atelier Parisien d’urbanisme (APUR) sont confiés à la Siemp afin de résoudre l’enjeu de l’insalubrité. La destruction est souvent le moyen le plus facile afin d'éradiquer l'insalubrité et s’avère souvent moins coûteux que la rénovation. Cependant, cette dernière permet de garder l’esprit du quartier et l’aspect populaire de Paris. Par exemple, l’îlot insalubre n'°7 dans le secteur de Belleville a vu ses 58 de ses logements être rénovés sans être détruit.
Donc Paris est une métropole mondiale riche, marquée par des inégalités socio-spatiales importantes, entretenues depuis la fin du XIXe siècle en matière d’insalubrité. L’insalubrité implique une pauvreté présente à la fois dans le parc social mais aussi dans le parc privé en copropriété, où les propriétaires n’ont pas les moyens de réaliser des travaux de restauration des immeubles. De plus, un paradoxe existe dans la région de l’Île-de-France : cette région est celle où le moins de logements sont produits ce qui entraîne une hausse des prix constante, de 12 % en 2011.

### Les Départements d'Outre-mer touchés par un mal logement marqué par la suroccupation
Les difficultés de logement ne peuvent pas être analysées de la même manière en France métropolitaine et dans les Départements et régions d'outre-mer. Les critères appliqués concernant le logement ne sont pas les mêmes. Notamment en matière de chauffage et d’eau chaude : ces deux ne sont pas retenus afin de qualifier un défaut grave de confort. Par exemple, en Guadeloupe, si 99 % des logements possèdent l’eau courante, seuls 72 % sont alimentés en eau chaude.
Les difficultés de logements sont particulièrement présentes dans les DOM. Sur une population de 1 866 900 personnes, 198 000 logements sont privés de confort ou sont considérés comme des habitations de fortune selon une enquête Logement de 2013 de l’INSEE.
Concernant le critère de la suroccupation en particulier, l’enjeu est de taille. Selon les données de l’INSEE de 2014, sur l’ensemble des résidences principales à la Réunion, mais il est tout de même à 14,6 % des logements. Et de Guyane 36,1 % des logements sont touchés par la suroccupation. Ce taux est moins important dans les autres DOM. La Guyane est le département le plus touché de la France.
Le cas de la Guyane est particulier. Le surpeuplement touche plus de 7 familles monoparentales sur 10. En moyenne les logements en Guyane accueillent 3,5 personnes alors qu'en métropole le taux est à 2,5, selon une étude de l’INSEE de 2016 sur les difficultés de logement en France. Cela est notamment lié à un problème d’accès au logement en Guyane, et des dépenses de logement plus élevés, le m2 était à 12,2 € par m2 en 2016, contre 10,6 dans l’Hexagone. Cela est à la fois dû à la présence importante de l’insalubrité des logements, mais cela est aussi lié au manque de construction de logements sociaux, à peine 1 000 / an alors que la demande est bien plus élevée.

## Dimension sociale du mal-logement
Le surpeuplement est un problème qui est étudié depuis le XIXe siècle notamment dans l’agglomération parisienne, mais cela reste un problème important dans la société contemporaine qui est plus facilement étudié que les autres caractéristiques du mal-logement. La fondation Abbé Pierre dans son 23e rapport sur l'état du mal logement en France en 2018 en fait une étude détaillée. En effet l’enquête nationale sur Logement 2013 en Ile-de-France, sur laquelle s'appuie la fondation Abbé Pierre, révèle une augmentation de personnes vivant dans un logement en surpeuplement “modéré” passant de 6 850 000 en 2006 à 7 656 000 personnes et des personnes vivant dans un logement en surpeuplement accentué passant de 797 000 en 2006 à 934 000 en 2013.

### Les populations touchées

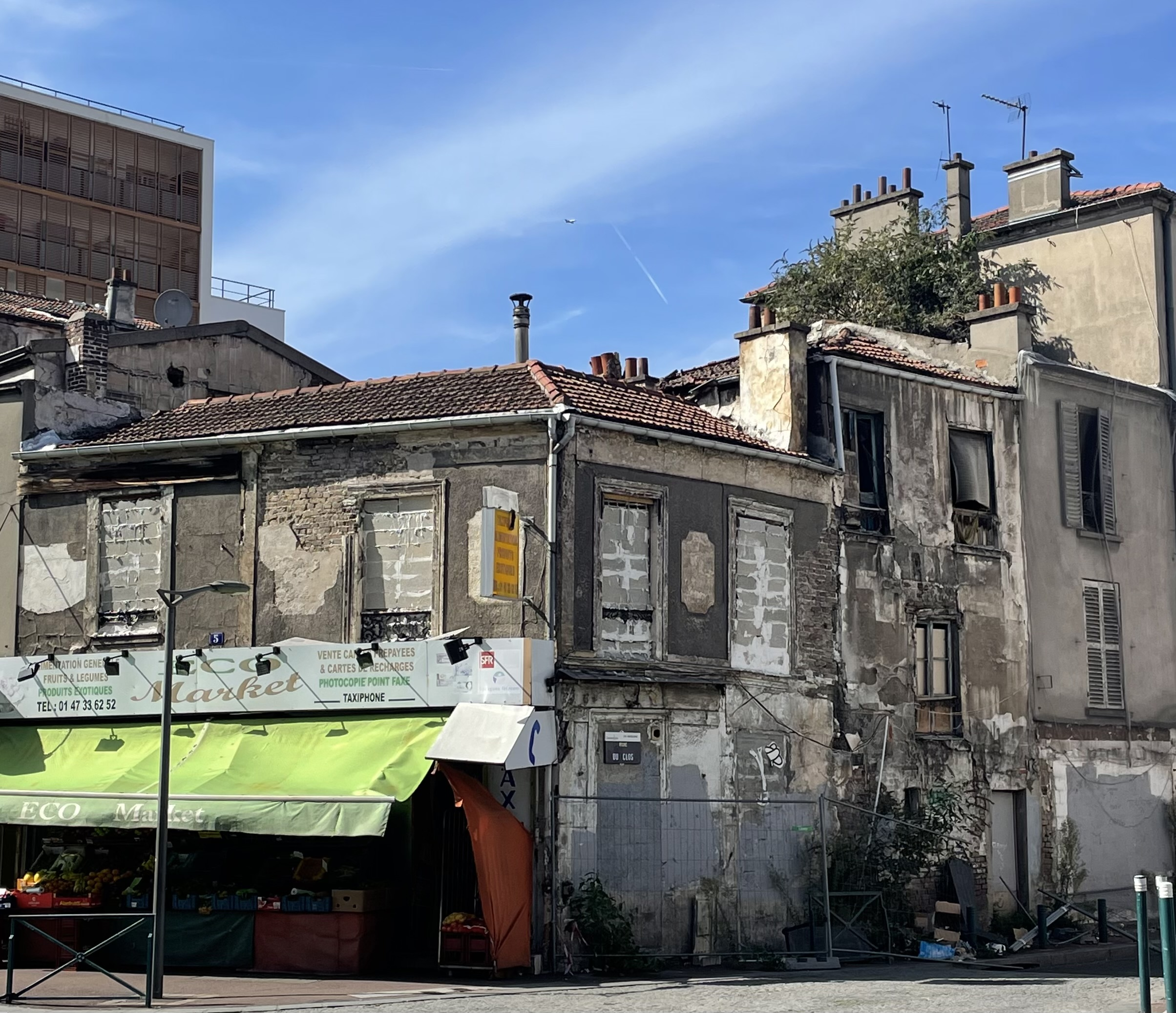
Immeuble très dégradé à Gennevilliers.

#### Populations modestes et catégories socio-professionnelles
On note une certaine propension pour les ménages modestes à habiter dans des logements en surpeuplement car 45 % des ménages les plus pauvres habitant l’unité urbaine de Paris habitent dans un logement en surpeuplement. Ce pourcentage est à la hauteur de 22 % Dans les zones urbaines de plus de 100 000 habitants et de 7 % dans les communes rurales.
Une étude de la DREES publiée en février 2014 souligne le fait que les ménages plus modestes en particulier ceux dont la personne référent appartient aux catégories socio-professionnelles des ouvriers ou des employés sont les plus touchés. De même, selon cette étude un allocataire de minima sociaux sur cinq vit dans un logement surpeuplé.
On pourrait expliquer cela par la hausse du prix du foncier qui pousse les populations plus modestes à rechercher des loyers moins chers qui se trouvent la plupart du temps en périphérie ou dans des communes moins attractives, dans des unités urbaines moins grandes étant donné que le parc immobilier social est déjà difficile d’accès du fait d’une demande trop importante.

#### Populations immigrées
De même les populations immigrées sont fortement touchées par le problème du surpeuplement car selon l’Insee 29 % des ménages immigrés sont en surpeuplement contre 7 % pour les non-immigrés. Pour les immigrés originaires d’Afrique hors Maghreb, le chiffre s’élève à 49 %. Cette surreprésentation peut s’expliquer la complexité des parcours d’accès aux droits, de la discrimination, la taille importante des ménages et la difficulté d’accès au marché de l’emploi.
Les immigrés sans-papier qui se retrouvent dans une situation d’illégalité ne peuvent pas se loger dans le marché immobilier légal, ni faire des demandes de logement social. Ainsi, ils ont recours à l’habitat dégradé comme une alternative compatible avec leurs budgets. Une relation de tension entre locataires et propriétaires dans le segment spécifique de l’habitat insalubre, accentue la dégradation de l’habitat. Les travaux dans le logement ne sont pas réalisés puisque les locataires, qui se trouvent dans une situation de dépendance, n’osent pas se mobiliser et d’imposer aux propriétaires l’entretien de leur bien. Le propriétaire assume en même temps un caractère de sauveur et d’exploiteur. Les réponses apportées par les dispositifs d’hébergement sont à l’heure actuelle insuffisantes et inadaptées, conduisant à la remise de milliers d’individus à la rue. Cette situation s’explique aussi par l’insuffisance de la construction depuis plus de 25 ans, par l’inadaptation des efforts de construction de logements sociaux qui, par l’envolée des prix de l’immobilier, bloque la sortie d’un nombre croissant de ménages vers le secteur privé, empêchant l’accès au parc social d’autres populations, notamment celles logées en structures d’urgence et en attente d’une solution plus durable.

#### Structure familiale
Les familles monoparentales sont elles aussi plus touchées par le mal logement comparé aux familles à structure dite "traditionnelle". Cela s'explique principalement par le fait que les familles monoparentales sont bien plus touchées par la pauvreté comme le montre le rapport de la fondation Abbé Pierre qui dit que 39,6 % des familles monoparentales sont pauvres contre 13,5 % des familles traditionnelles.

### Les conséquences du mal-logement
Le mal logement affecte la vie des mal-logés de différentes manières.

#### Sociabilité
Les logements surpeuplés sont des logements où la vie privée existe peu du fait de la promiscuité avec les différentes personnes habitant le logement. De même, on peut avoir une cohabitation intergénérationnelle avec les grands parents, les parents et les enfants entraînant une sociabilité contrainte et par conséquent des conflits plus fréquents allant de tensions jusqu’aux violences.

#### Santé
Le surpeuplement présente aussi des conséquences sur la santé des personnes, la proximité entre les personnes dans le même logement favorise la transmission des maladies et virus. Les logements surpeuplés entraînent la surcharge des chambres en personnes entraînant des difficultés liées au sommeil. Le mal-logement peut aussi se traduire par l’insalubrité de l’habitat avec par exemple des fuites d’eau récurrentes pouvant entraîner le développement de moisissures qui permettent le développement de problèmes de respiration, d’asthme et d’allergies. L’humidité des murs du fait de la vétusté des tuyaux d’eau peut écailler la peinture de ces murs, qui ingérées par des enfants en bas âge peut être la cause de saturnisme.

#### Scolarité
Des auteurs comme Dominique Goux et Eric Maurinont produit une étude traitant de la corrélation existant entre les conditions de logement et les performances scolaires. En effet, le manque d’espace pour faire ses devoirs, le bruit omniprésent et le manque de sommeil sont autant de facteurs imputables au mal logement qui ont pour conséquence des difficultés scolaires. L’étude précitée a démontré que la probabilité de redoubler dans le primaire ou le secondaire augmente de manière significative avec le nombre de personnes par pièce. Les auteurs soulignent que « toutes choses égales par ailleurs, un collégien de 15 ans partageant sa chambre avec au moins un frère ou une sœur avait une probabilité de 12 % plus élevée d’accuser un retard scolaire qu’un enfant disposant de sa propre chambre ».

### Chauffage
En juin 2025, des députés de sept groupes politiques différents, déposent une proposition de loi, pour lutter contre ces «logements bouilloires».

## Les solutions mises en place dans la lutte contre le mal-logement

### Les solutions durables

#### Les politiques de logement sociaux
Le mal-logement étant un phénomène qui touche essentiellement les populations modestes, l'accès privilégié pour ces populations à des logements d'une certaine qualité est donc une des mesures pour lutter contre le mal-logement. Cependant, bien que le parc social locatif soit en augmentation chaque année avec en 2017 la mise en chantier de 87 000 logements neufs et logements-foyers et l'acquisition de 10 5000 autres logements, la demande de logement social reste trop élevée avec 2,1 millions de demandes de logements sociaux non pourvues fin 2017.

#### Les nouvelles formes d'habitat en cohabitation
La colocation est une manière d'habiter qui répond à la crise du logement et au mal-logement induit par celle-ci car elle permet de louer un logement à plusieurs mutualisant ainsi le loyer de manière à rendre plus abordable celui-ci. Cette forme d'habitat concernait essentiellement les jeunes étudiants jusqu'à une date récente où le site de colocation français Appartager publie une étude sur ses usagers et montre un vieillissement de la population choisissant de vivre en colocation qui concerne d'après l'étude de plus en plus de salariés de plus de 25 ans. Cela peut s'expliquer par le fait que la colocation permet à des employés précaires d'accéder à des logements plus proches des centres urbains et de meilleure qualité.

### Les solutions d'urgence

#### Logements d'urgence
En France, il existe plusieurs types d'hébergements d'urgence que sont les Centre d'Hébergement d'Urgence (CHU) et les Centre d'Hébergement et de Réinsertion Sociale (CHRS). Selon l'article L345-2-2 du Code de l'action sociale et des familles, « Toute personne sans abri, en situation de détresse médicale, psychique ou sociale a accès, à tout moment, à un dispositif d’hébergement d’urgence ». Charles Soulié, dans son ouvrage Le Classement des sans-abris décrit la grande diversité des personnes présentes dans les CHRS: « S’y trouvent aussi bien des personnes plongées dans la précarité la plus extrême, en raison notamment du chômage, d’une rupture affective ou autre, que des jeunes en rupture avec leur famille, des femmes battues, ou des personnes vivant depuis longtemps dans la précarité (intérim, absence d’emploi fixe…), d’anciens “enfants de la ddass”, des sortants de prison, d’anciennes prostituées, des alcooliques, des toxicomanes, des handicapés physiques, des malades mentaux “interdits” d’asile, car ne présentant pas de symptômes suffisamment graves pour être hospitalisés, etc., ces différentes catégories n’étant pas toujours exclusives les unes des autres ». Selon l'auteur, l'accueil de ces différentes populations constitue une demande d'hébergement d'urgence à laquelle les institutions ne peuvent répondre faute de moyens, conduisant celles-ci à faire un tri et à orienter les populations les plus fragiles, "les moins récupérables", vers des foyers où la prise en charge est plus rapide mais moins accompagnée. Cependant, la possibilité d'accueil de sans-papiers n'étant réservée qu'à certains établissements d'hébergements d'urgences et associations caritatives et les "exclusions comportementales" étant pratiquées dans ces centres, un nombre non négligeable de personnes se retrouvent sans logement d'urgence et vont se tourner vers des formes d'habitat spontané comme les bidonvilles ou les squats.

#### Habitats spontanés
Le bidonville est la forme d'habitat spontanée la plus connue bien qu'en France, cette forme d'habitat est bien moins visible qu'elle ne l'était auparavant et on a tendance à l'appliquer seulement aux pays du Sud.
Le squat peut être considéré comme un produit du mal-logement soutient Florence Bouillon dans son ouvrage Les mondes du squat. La chercheuse établit un lien entre la hausse du prix des logements privés bon marché et la saturation du parc social qui aboutit à l'exclusion des populations pauvres du parc social ou privé et les oblige à se tourner vers des façons d'habiter comme le squat. Les squats représentent une autre forme d'habitat spontané moins connue notamment car difficilement visible et peu étudiée. Selon Florence Bouillon, les squatteurs ne sont pas tous forcés de se loger d'une telle manière, pour certains c'est un choix contraint. En effet, plutôt que de subir les habitats proposés par les marchands de sommeil, pour des personnes qui n'ont pas accès aux logements d'urgence, qui n'ont pas de possibilité de loger chez des proches, le squat paraît être une meilleure option. Bien que le squat soit un produit du mal-logement, il n'en est pas pour autant le synonyme car cela concerne différentes personnes, du militant avec un capital économique et social important qui critique le droit de propriété à la famille d'immigrés sans ressources qui squat car a un besoin (vital) de logements.

## Principaux acteurs de la lutte contre le mal-logement
Cette section ne s'appuie pas, ou pas assez, sur des sources secondaires ou tertiaires indépendantes du sujet. Le texte peut contenir des analyses inexactes ou inédites de sources primaires.
Pour l'améliorer, ajoutez-en, ou placez des modèles {{Source secondaire souhaitée}} ou {{Source secondaire nécessaire}} sur les passages mal sourcés. (février 2025)
Les principaux acteurs nationaux du mal-logement sont présentés ci-dessous. À noter que les acteurs publics étatiques sont sous la tutelle du Ministère de la cohésion des territoires. Pour faire face au mal-logement, entretenu par des acteurs comme les marchands de sommeil qui sont des propriétaires louant des logements insalubres en exploitant un locataire par sa position de faiblesse sociale, plusieurs acteurs s'engagent pour lutter contre ce mal-logement.
| Nom de l’acteur se référant au mal logement                                    | Type d’acteur                                       | Description/Mission |
| Commission nationale de l’aménagement, de l’urbanisme et du foncier (CNAUF)    | acteur public étatique                              | délivre annuellement un rapport à propos de situations litigieuses de construction de logements |
| Haut comité pour le logement des personnes défavorisées (HCLPD)                | public étatique                                     | constitue un rapport annuel sur des questions relatives au logement des personnes défavorisées remis au Premier Ministre (créer à l’initiative de l’Abbé Pierre) |
| Comité de suivi de la mise en œuvre du Droit au logement opposable (DALO)      | public étatique (préfet)                            | Faire respecter la loi DALO (5 mars 2007) qui tend à « faire valoir leur droit à un logement décent ou à un hébergement ». Cette loi fait partie d'un droit fondamental du droit au logement.[réf. souhaitée] |
| Agence nationale de contrôle du logement social (ANCOLS)                       | acteur public étatique                              | mission de contrôle et régulation des organismes de logements sociaux |
| DIHAL (Délégation Interministérielle à l’Hébergement et à l’Accès au Logement) | acteur public étatique                              | coordonne et suit la mise en œuvre des priorités de l’État en matière de d'hébergement et d’accès au logement des personnes sans-abris et mal logées. Rattaché au ministère de la Cohésion des territoires. |
| Commission nationale consultative des droits de l'homme                        | acteur public étatique                              | En 2024, face à l'aggravation du mal-logement, elle préconise d'encadrer les prix du foncier. |
| Agence départementale d’information sur le logement (ADIL)                     | acteur publique départemental                       | mission d’information auprès du public du marché du logement compétence donné par l’ANIL (décentralisation) qui est un “observatoire des pratiques et des marchés en matière de logement” |
| Médecins du monde                                                              | tiers secteur                                       | Travail de terrain par l’aide aux « personnes vivant dans la rue ou dans des abris de fortune » par des soins[source insuffisante]. |
| Union sociale pour l’habitat (USH)                                             | Union de bailleur                                   | accompagne les organismes Hlm dans leur action professionnelle, et contribue à l'élaboration et la mise en œuvre de la politique nationale du logement. l'Union intervient lors de l'étude et de la discussion des projets de loi. Elle joue également un rôle important dans le champ réglementaire, en participant aux instances de réflexion et de décision en matière de politique du logement. L'Union encourage les coopérations locales avec les organismes Hlm, et partage ses outils de connaissance et de suivi du secteur. Gère le secteur du logement (dans le suivie des organismes, dans la législation)[source insuffisante] |
| Fondation Abbé Pierre                                                          | Tiers secteur                                       | Principal acteur qui œuvre pour le « logement des défavorisés » en rédigeant des rapports sur les situations actuelles du mal-logement et par de nombreuses actions qui aident les populations touchés par le mal-logement[source insuffisante]. |
| Association Droit Au Logement (DAL)                                            | Tiers secteur                                       | Dirige des actions militantes en protestation au mal-logement, par un rapport de force pacifique[source insuffisante] |
| SAMU social                                                                    | Tiers secteur                                       | Aide les personnes sans domicile fixe et dans des situations d’urgences en offrant « une permanence 24h/24, à rechercher des solutions d’hébergement d’urgence et à favoriser la sortie d’urgence en lien avec les partenaires de l’insertion. »[source insuffisante] |
| Service Intégré de l’Accueil et de l’Orientation (SIAO)                        | Acteur public départementale sous tutelle du prefet | « simplifier les démarches d’accès à l’hébergement et au logement » Cordonne les acteurs locaux du logement et de l’hébergement « Le S.I.A.O. est une mise en réseau du dispositif d’accueil, d’hébergement, d’insertion et d’accès au logement des personnes sans abri, risquant de l’être ou mal logées » |
| Collectif Jeudi noir                                                           | tiers secteur                                       | Occupe des logements et bâtiments vides, pour interpeller les pouvoirs publics, en réponse à la hausse des prix du logement et en voulant garantir une plus simple accession aux logements, notamment chez les jeunes[source insuffisante]. |

## Annexe